# Kwangmyong

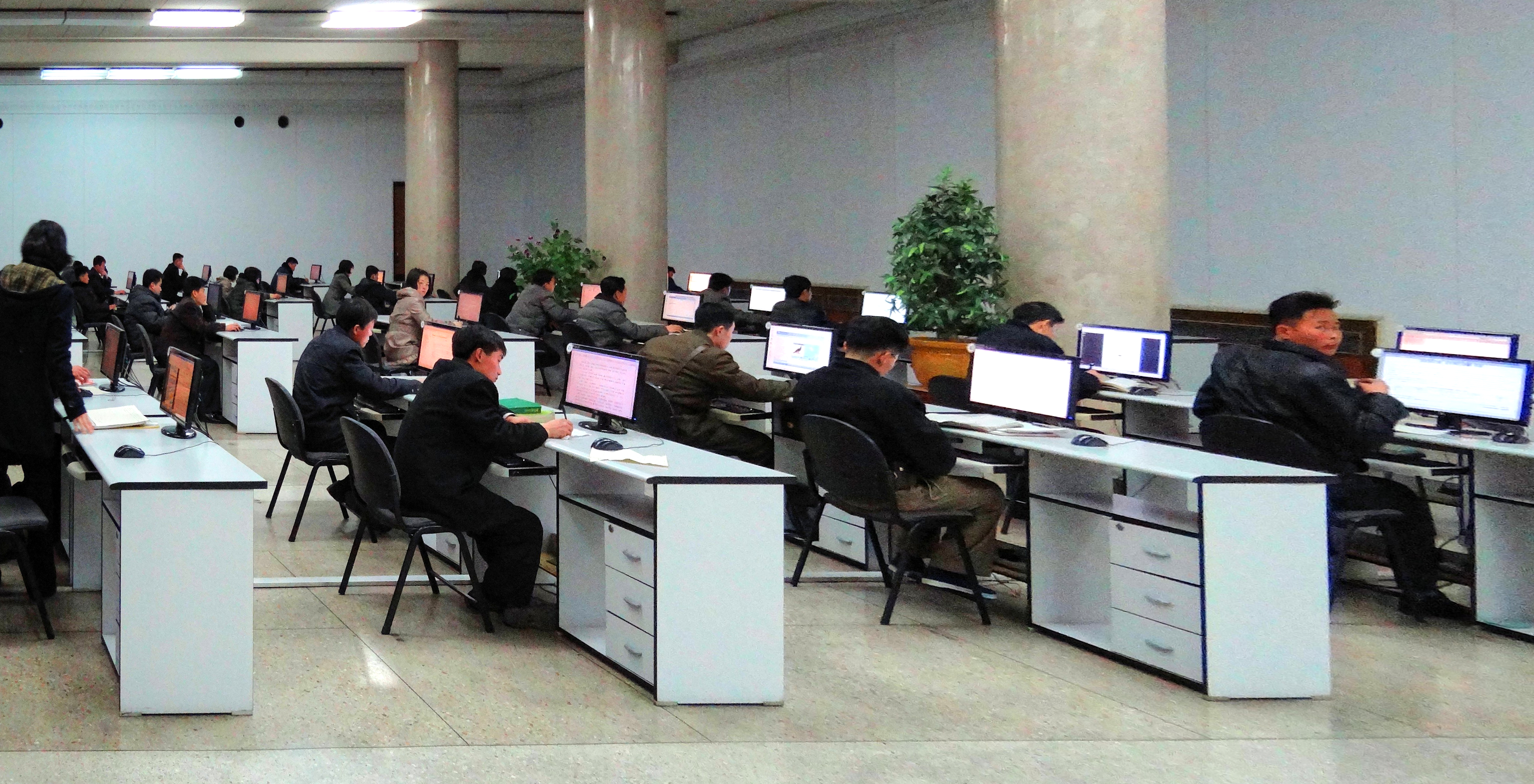
Aula computer nella Grande casa degli studi del popolo, a Pyongyang. I computer danno accesso alla sola Kwangmyong. A marzo del 2014 i PC erano equipaggiati con Windows XP e Internet Explorer 6.

Kwangmyong (in coreano: 광명망?) è una rete intranet nordcoreana aperta nel 2000. Vi si può accedere per mezzo di browser, servizi di posta integrati, newsgroup ed un motore di ricerca interno. Il network utilizza un proprio sistema DNS per utilizzare nomi a dominio che non sono utilizzati nell'Internet pubblico.
Nella Corea del Nord solo un piccolo numero di persone autorizzate dal governo ha il permesso di usare la rete globale, quindi Kwangmyong è l'unica rete di computer a disposizione della gente comune. È un servizio gratuito di uso pubblico, ma fortemente limitante.

## Contenuti
Informazioni su politica, economia, scienza, cultura ed altri campi del sapere.
- Servizi di notizie nazionali.
- Un servizio di posta elettronica simile a quello delle e-mail.
- Un social network[3].
- Aree universitarie di ricerca di opere accademiche e scientifiche dedicate alla rete attraverso scambi tramite web e condivisione di informazioni.
  - Accademia delle Scienze per Scienza e Tecnologia
  - Accademia delle Scienze per Scienza Medica
- Siti web di varie agenzie governative, del governo provinciale, delle istituzioni culturali, università così come alcune delle principali organizzazioni industriali e commerciali.
- Siti web censurati da Internet (per lo più a carattere scientifico). Su richiesta, interi siti web possono essere scaricati da Internet, subire una revisione e la censura, ed essere pubblicati su Kwangmyong[2].
- Una biblioteca elettronica (sito in Chosongul: 전자도서열람[collegamento interrotto]).
- Siti eCommerce[4].

Nel 2014, Kwangmyong aveva circa 5500 siti web.

## Accesso al network
Kwangmyong è accessibile solo dall'interno della Corea del Nord. L'accesso è disponibile nelle grandi città e contee, così come le università e le principali organizzazioni industriali e commerciali. Kwangmyong ha 24 ore di accesso illimitato per linea telefonica dial-up. A partire dal 2013, una serie di prodotti informatici basati su Android, tra cui il tablet Samjiyon, possono essere acquistati in Corea del Nord; anche questi dispositivi danno accesso a Kwangmyong.

## Lingue
La rete utilizza il coreano come lingua dell'interfaccia principale, ed è gestita da più di 2.000 esperti in lingue. Secondo i dati ufficiali, sono in espansione i servizi in russo, cinese, inglese, francese, tedesco e giapponese, ed un servizio di traduzione online in tempo reale per queste sette lingue al fine di assistere gli utenti che non conoscono le lingue straniere. Il database contiene circa due milioni di parole.

## Controllo delle informazioni
Kwangmyong è stato progettato per essere utilizzato solo in Corea del Nord, ed è infatti indicato come una rete intranet. Kwangmyong non permette agli utenti domestici in Corea del Nord di accedere a contenuti e informazioni dall'estero e impedisce fughe di dati classificati. Dato che non vi è alcuna connessione diretta all'Internet esterno, le informazioni indesiderate non possono entrare nella rete. Ogni informazione viene filtrata ed elaborata da agenzie governative, prima di essere ospitata sull'Intranet nordcoreano. Anche la Birmania e Cuba utilizzano un sistema simile, e l'Iran è stato segnalato per avere piani futuri sulla realizzazione di tale rete.